# Congosto
Congosto község Spanyolországban, León tartományban. Lakosainak száma 1425 fő (2024).

## Földrajza
Congosto Ponferrada, Cubillos del Sil, Toreno, Bembibre, Castropodame és Molinaseca községekkel határos.
Congosto község három folyója a Sil, a Boeza és a Bravo.

## A település híres szülöttei
1542-ben itt született Álvaro de Mendaña de Neira spanyol felfedező.

## Népesség
A település lakosságának változását az alábbi diagram mutatja:
| Lakosok száma | 1769 | 1691 | 1773 | 1748 | 1676 | 1615 | 1554 | 1475 | 1447 | 1425 |
|               | 2001 | 2004 | 2007 | 2009 | 2012 | 2014 | 2017 | 2019 | 2022 | 2024 |